# Platylister canalicollis
Platylister canalicollis är en skalbaggsart som först beskrevs av Sylvain Auguste de Marseul 1864.  Platylister canalicollis ingår i släktet Platylister och familjen stumpbaggar. Inga underarter finns listade i Catalogue of Life.